# 丹·德翰
丹恩·威廉·德翰（英語：Dane William DeHaan，/ˈdɪhɒn/ də-Hahn，1986年2月6日—）是一位美國男演員。較著名的是在HBO電視劇《治療中，請勿打擾》（2010年）中飾演傑西，並參演了於電影《超能失控》（2012年）、《杀死汝爱》（2013年）、《末路車神》（2013年）、《音樂不死》（2013年）、《蜘蛛人驚奇再起2：電光之戰》（2014年）、《救命解藥》（2016年）和《星際特工瓦雷諾：千星之城》（2017年）。

## 早期生活
丹恩·德翰出生於賓夕法尼亞州的阿倫敦，他的父親傑夫（Jeff）是一位電腦工程師，母親辛西婭·博夏（Cynthia Boscia）是諾爾家具（Knoll Furniture）的高級主管。他有一個名為梅根（Meghann）的姐姐，並在《紐約時報》上指出姐姐相當支持著自己的童年。德翰就讀於以馬忤斯的以馬忤斯高中，三年後登上社區劇院演出。後來，轉至北卡羅來納藝術大學法學院，他於2008年畢業。
他有著荷蘭、德國、義大利、英國和些許的威爾士、蘇格蘭人與愛爾蘭人血統。他的姓「德翰（DeHaan）」是來自於荷蘭（「De Haan」或「de Haan」在荷蘭指的是「雄雞」之意）。

## 職業生涯
德翰曾於百老匯舞台劇《美國水牛城》上擔任哈利·喬·奧斯蒙的替補演員。2008年，他客串了電視劇《法律與秩序：特殊受害者》；2010年，《朋友》是他的第一部電影。之後，於電視劇《治療中，請勿打擾》的第三季與《真愛如血》的第四季中演了幾集。
2012年，德翰主演了驚悚電影《超能失控》，在當中飾演安德魯·戴特摩，並在同年也參與了的演出。2013年，他在電影《愛殺達令》中的表現好評如潮。2013年10月，德翰被登上了《Hero》發行號10的雜誌封面。2014年，安妮·萊柏維茲為德翰拍了普拉達的「男裝春季廣告活動」。同年，他於《蜘蛛人驚奇再起2：電光之戰》中飾演哈利·奧斯朋／綠惡魔，並主演了《殭屍哪有這麼正》。
2015年，德翰於傳記電影《叛逆年代》中飾演詹姆斯·狄恩，導演為安東·寇班，電影於第65屆柏林影展上首映。此外，他也於《狂熱鬱金香》中參與演出，該片於2017年上映。2015年4月8日，他主演高爾·華賓斯基所執導的驚悚片《救命解藥》。
2015年5月12日，宣布他將與卡拉·迪樂芬妮共同主演盧·貝松的科幻電影《星際特工瓦雷諾：千星之城》，並定於2017年上映。

## 個人生活
2012年，德翰與自2004年開始交往的女演員安娜·伍德結婚。他們現在住在布魯克林的威廉斯堡。

## 作品列表

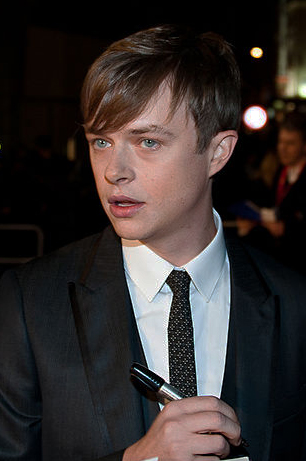
德翰於2013年

### 電影
| 年份 | 標題                          | 角色                                    | 導演                         | 備註 |
| ---- | ----------------------------- | --------------------------------------- | ---------------------------- | ---- |
| 2010 | 《朋友》                      | 吉爾（Gil）                             | 約翰·塞爾斯                  |      |
| 2012 | 《超能失控》                  | 安德魯·戴特摩（Andrew Detmer）          | 喬許·傳克                    |      |
| 2012 | 《无法无天》                  | 西瑞克·佩特（Cricket Pate）             | 約翰·希爾寇特                |      |
| 2012 | 《傑克與黛安》                | 克里斯（Chris）                         | 布萊德利·魯斯特·格雷         |      |
| 2012 | 《林肯》                      | 第二白兵                                | 史蒂芬·史匹柏                |      |
| 2013 | 《末路車神》                  | 傑森·格蘭頓（Jason Glanton）            | 戴瑞克·席安佛蘭斯            |      |
| 2013 | 《愛殺達令》                  | 路西安·卡爾                             | 約翰·克羅基達斯              |      |
| 2013 | 《魔鬼繩結》                  | 克里斯·摩根（Chris Morgan）             | 艾騰·伊格言                  |      |
| 2013 | 《音樂不死》                  | 特里普（Trip）                          | 莫洛德·安塔爾                |      |
| 2014 | 《蜘蛛人驚奇再起2：電光之戰》 | 哈利·奧斯朋／綠惡魔                     | 馬克·偉柏                    |      |
| 2014 | 《殭屍哪有這麼正》            | 查克·多爾夫曼（Zach Orfman）            | 傑夫·貝納                    |      |
| 2015 | 《叛逆年代》                  | 詹姆斯·狄恩                             | 安東·寇班                    |      |
| 2015 | 《聖杯騎士》                  | 保羅（Paul）                            | 泰倫斯·馬利克                |      |
| 2016 | 《兩個愛人和一隻熊》          | 羅馬（Roman）                           | 金·努葉                      |      |
| 2016 | 《芭蕾奇緣》                  | 維克多（Victor）                        | 艾瑞克·薩默 艾瑞克·瓦林      | 配音 |
| 2016 | 《救命解藥》                  | 拉克哈先生（Mr. Lockhart）              | 高爾·華賓斯基                |      |
| 2017 | 《慾望鬱金香》                | 楊·范·魯斯（Jan Van Loos）              | 賈斯汀·喬維克                |      |
| 2017 | 《星際特工瓦雷諾：千星之城》  | 瓦雷諾（Valerian）                      | 盧·貝松                      |      |
| 2018 | 《棚車少年：奇異島》          | 約翰·約瑟夫·奧爾登（John Joseph Alden） | 安娜·池 馬克·A·Z·迪貝 李元才 | 配音 |
| 2019 | 《比利小子》                  | 比利小子                                | 文森·唐諾佛利歐              |      |
| 2023 | 《奧本海默》                  | 肯尼斯·尼科尔斯                         | 克里斯多福·諾蘭              |      |
| 2023 | 《笨錢效應》                  | 布萊德（Brad）                          | 克雷格·格里斯佩              |      |

### 電視
| 年份 | 標題                       | 角色                              | 備註             |
| ---- | -------------------------- | --------------------------------- | ---------------- |
| 2008 | 《法律與秩序：特殊受害者》 | 文森·貝克威思（Vincent Beckwith） | 單集：〈Lunacy〉 |
| 2010 | 《治療中，請勿打擾》       | 傑西·達馬托（Jesse D'Amato）      | 7集              |
| 2010 | 《危机重重》               | 卡爾·特拉德（Cal Tradd）          | 電視電影         |
| 2010 | 《正面交锋》（The Front）  | 卡爾·特拉德                       | 電視電影         |
| 2011 | 《噬血真愛》               | 提波（Timbo）                     | 3集              |
| 2020 | 《零零零》                 | 克里斯·林伍德（Chris Lynwood）    | 主演             |
| 2020 | 《陌生人》                 | 卡爾·E（Carl E.）                 | 主演             |
| 2021 | 《莉西的人生異旅》         | 吉姆·杜利（Jim Dooley）           | 主演             |
| 2022 | 《命運階梯》               | 克萊頓·彼得森（Clayton Peterson） | 主演             |
| 2025 | 《馴荒記》                 | 雅各·普萊特（Jacob Pratt）        | 主演             |

### MV
| 年份 | 標題          | 創作者   | 備註 |
| ---- | ------------- | -------- | ---- |
| 2013 | 音樂不死      | 金屬製品 |      |
| 2014 | I Bet My Life | 謎幻樂團 |      |

## 獎項和提名
| 年份 | 單位                 | 獎項             | 項目                          | 結果 |
| ---- | -------------------- | ---------------- | ----------------------------- | ---- |
| 2010 | 奧比獎               | 表現奧比獎       | 《The Aliens》                | 獲獎 |
| 2013 | 國際在線電影獎       | 半途獎           | 《末路車神》                  | 提名 |
| 2013 | 漢普頓國際電影節     | 突破性演出       | 《愛殺達令》                  | 獲獎 |
| 2013 | 哥譚獨立電影獎       | 突破獎           | 《愛殺達令》                  | 提名 |
| 2014 | 英國電影學院獎       | EE新星獎         | 他自己                        | 提名 |
| 2014 | 好萊塢青年獎         | 我們對你又愛又恨 | 《蜘蛛人驚奇再起2：電光之戰》 | 提名 |
| 2014 | 同性戀娛樂影評人協會 | 新星獎           | 他自己                        | 提名 |

## 外部連結
- 官方网站
- Dane DeHaan的Facebook專頁
- 丹·德翰在互联网电影资料库（IMDb）上的資料（英文）
- Dane DeHaan fansite